# Singer Corporation

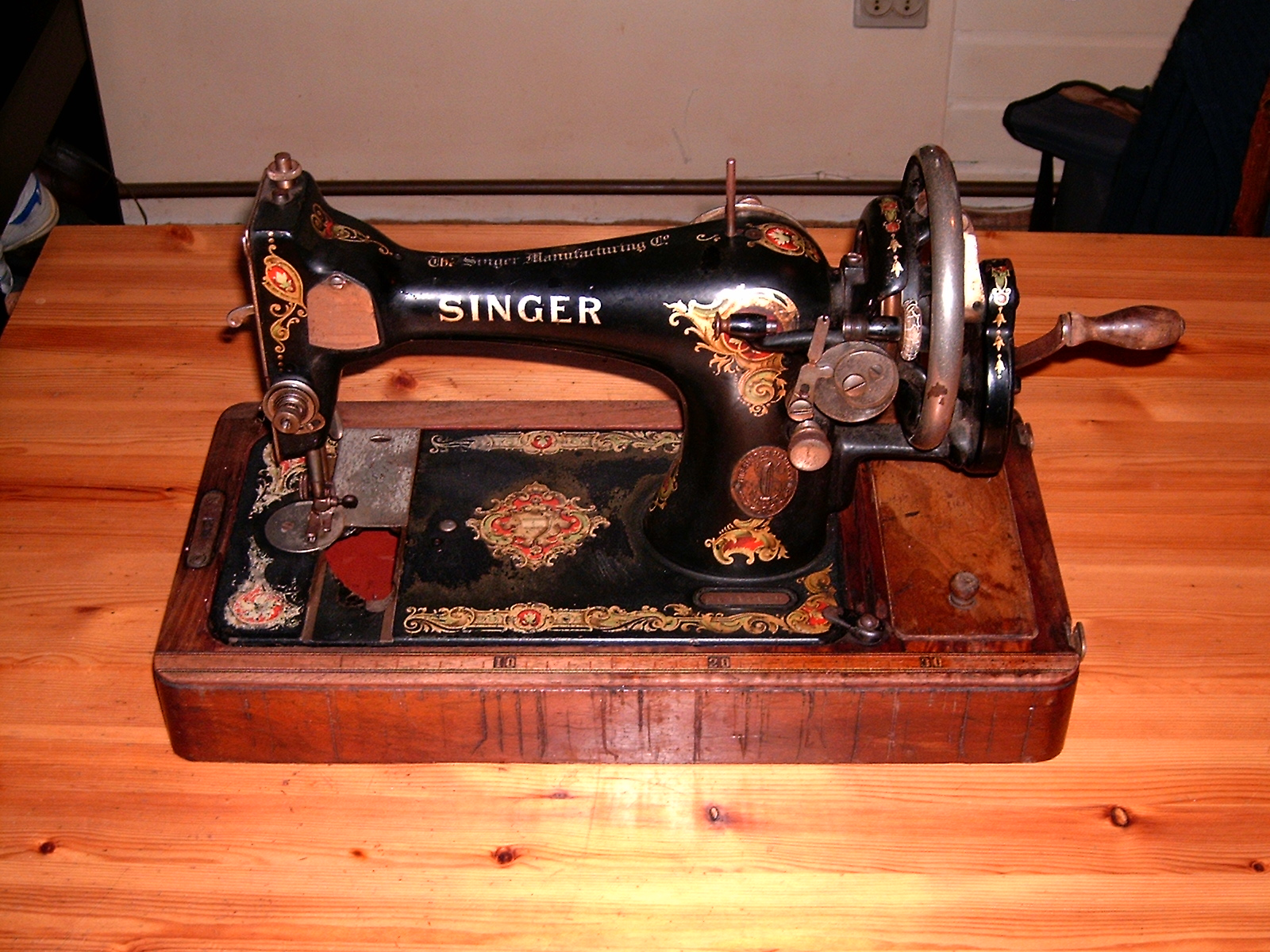
Singer Naaimachine

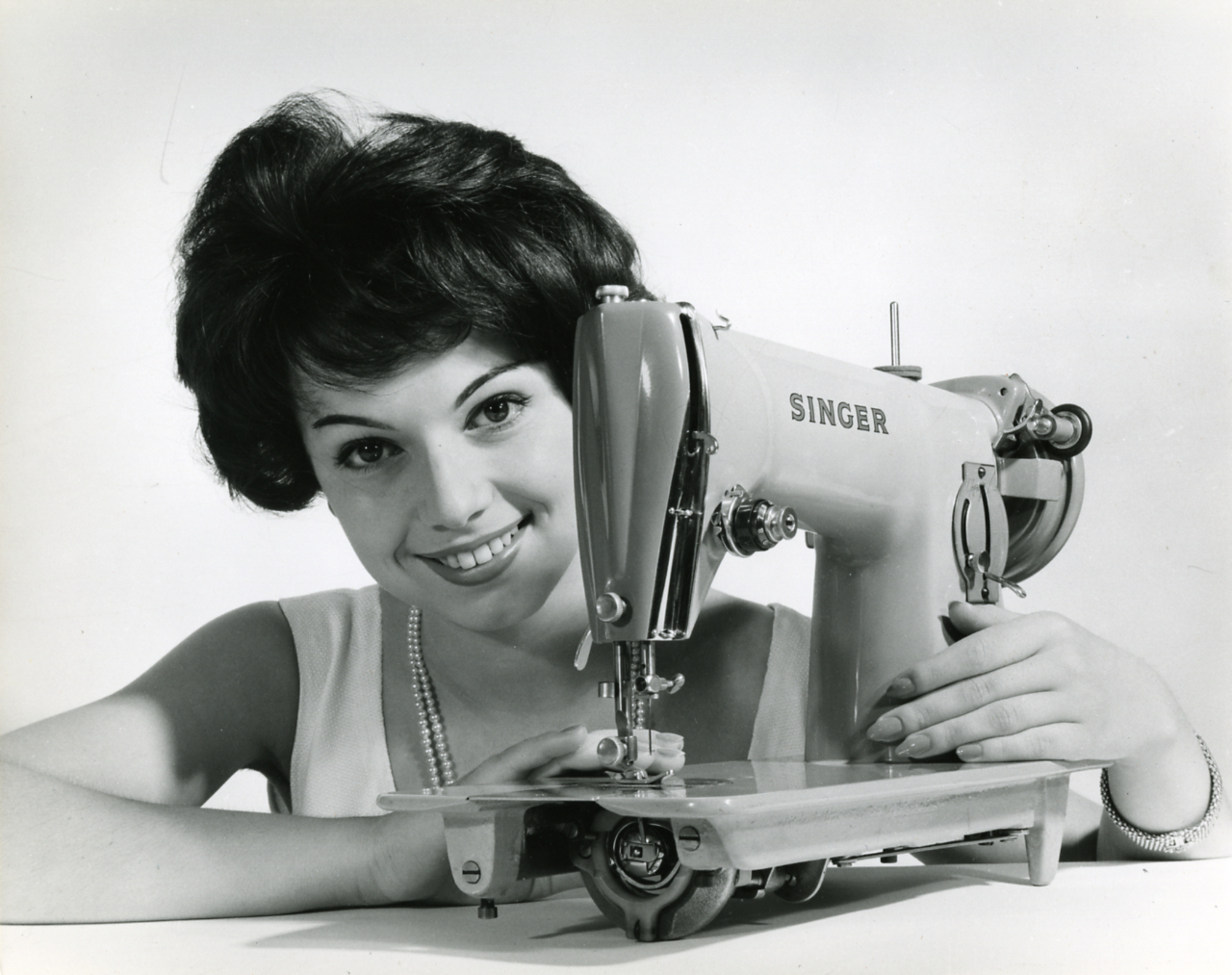
Photo Paolo Monti, Milano 1963

De Singer Corporation, gevestigd als I.M. Singer & Co. in 1851 door Isaac Merritt Singer is het bekendst om zijn naaimachines. De firma, met de bekende rode S' als symbool, begon klein, met heel wat patentproblemen. Die werden behandeld door de advocaat en compagnon Edward Clark, terwijl Singer zelf op dorpsfeesten en jaarmarkten reclame maakte voor de nieuwe machine. In 1856 werden evenwel al 2.564 toestellen verkocht, in 1860 12.000 naaimachines. De naam werd in 1865 gewijzigd in Singer Manufacturing Company toen Clark Singer uit de directie werkte.

Van oorsprong stonden alle fabrieken in New York maar verkoopkantoren in Parijs en Rio de Janeiro stimuleren de internationale groei van het bedrijf. Voor de Europese markt werd in 1883 in Kilbowie (Schotland) een grote fabriek opgericht die 12.000 werknemers zou tewerkstellen.
Frederick Gilbert Bourne (1851-1919), hoofd van het bedrijf rond het begin van de twintigste eeuw, maakte het bedrijf tot een van de eerste wereldwijde concerns, met detailhandels en reparatiecentra, en richtte daarbij ook fabrieken in andere landen op.
Het hoofdkwartier van het bedrijf was gevestigd in de Singer Building, ontworpen door Ernest Flagg. Van de afwerking in 1908 tot 1909 was dit het hoogste gebouw ter wereld. Het gebouw werd in 1968 afgebroken. In 1961 was het hoofdkwartier van het bedrijf al verhuisd naar La Vergne.
In 1927 introduceerde het bedrijf de Singer Sewing Centres, opleidingscentra waardoorheen de jaren honderdduizenden huisvrouwen op Singer-apparatuur cursussen volgden in naaitechnieken.
In 1973 kreeg het bedrijf een notering op de London Stock Exchange. Het bedrijf heeft 120.000 werknemers en een omzet van meer dan 2 miljard dollar.
Het bedrijf bestaat thans nog steeds en produceert onder andere elektronische naaimachines. In 2006 vormt het bedrijf samen met Husqvarna en Pfaff SVP Worldwide, gevestigd op Bermuda.

## Trivia
In 1968 sponsorde Singer samen met de omroep NBC een muzikale special van Elvis Presley. Deze is bekend geworden als de 68 Comeback Special. Elvis maakte hiermee een comeback als zanger na jaren van acteren in muziekfilms.